# Fresnes (Val-de-Marne)
Fresnes, també esmentat com Fresnes-les-Rungis, és un municipi francès al departament de la Val-de-Marne i a la regió d'Illa de França. L'any 2007 tenia 25.115 habitants. Forma part, igualment, del cantó de L'Haÿ-les-Roses i del districte de L'Haÿ-les-Roses. I des del 2016, de la divisió Grand-Orly Seine Bièvre de la Metròpoli del Gran París. És conegut per allotjar la presó de Fresnes.

## Demografia

### Població
El 2007 la població de fet de Fresnes era de 25.115 persones. Hi havia 9.171 famílies, de les quals 3.008 eren unipersonals (1.094 homes vivint sols i 1.914 dones vivint soles), 2.170 parelles sense fills, 2.846 parelles amb fills i 1.147 famílies monoparentals amb fills.
La població ha evolucionat segons el següent gràfic:

### Habitatges
El 2007 hi havia 9.882 habitatges, 9.461 eren l'habitatge principal de la família, 48 eren segones residències i 372 estaven desocupats. 1.529 eren cases i 8.314 eren apartaments. Dels 9.461 habitatges principals, 4.666 estaven ocupats pels seus propietaris, 4.431 estaven llogats i ocupats pels llogaters i 364 estaven cedits a títol gratuït; 432 tenien una cambra, 1.259 en tenien dues, 3.177 en tenien tres, 3.139 en tenien quatre i 1.455 en tenien cinc o més. 5.129 habitatges disposaven pel capbaix d'una plaça de pàrquing. A 5.548 habitatges hi havia un automòbil i a 2.034 n'hi havia dos o més.

### Piràmide de població
La piràmide de població per edats i sexe el 2009 era:
| Homes | Edats   | Dones |
| ----- | ------- | ----- |
| 4     | 95 o +  | 20    |
| 24    | 90 a 94 | 48    |
| 88    | 85 a 89 | 112   |
| 88    | 80 a 84 | 160   |
| 292   | 75 a 79 | 440   |
| 328   | 70 a 74 | 400   |
| 436   | 65 a 69 | 616   |
| 456   | 60 a 64 | 492   |
| 648   | 55 a 59 | 488   |
| 840   | 50 a 54 | 752   |
| 1.032 | 45 a 49 | 836   |
| 1.224 | 40 a 44 | 980   |
| 1.192 | 35 a 39 | 976   |
| 1.356 | 30 a 34 | 1.072 |
| 1.427 | 25 a 29 | 996   |
| 763   | 20 a 24 | 744   |
| 761   | 15 a 19 | 668   |
| 773   | 10 a 14 | 764   |
| 756   | 5 a 9   | 768   |
| 740   | 0 a 4   | 644   |

## Economia

### Salaris i ocupació
El 2007 el salari net horari mitjà era 13,8 €/h en el cas dels alts càrrecs era de 22,3 €/h
(23,6 €/h els homes i 20,1 €/h les dones), el dels professionals intermedis 13,5 €/h (14 €/
h els homes i 13,1 les dones), el dels empleats 9,9 €/h (10 €/h els homes i 10 €/h les
dones) i el dels obrers 10,2 €/h (10,5 €/h els homes i 9,4 €/h les dones).
El 2007 la població en edat de treballar era de 17.610 persones, 12.074 eren actives i 5.536 eren inactives. De les 12.074 persones actives 11.101 estaven ocupades (5.514 homes i 5.587 dones) i 973 estaven aturades (487 homes i 486 dones). De les 5.536 persones inactives 836 estaven jubilades, 1.721 estaven estudiant i 2.979 estaven classificades com a «altres inactius».

### Ingressos
El 2009 a Fresnes hi havia 9.384 unitats fiscals que integraven 22.568,5 persones, la mediana anual d'ingressos fiscals per persona era de 21.777 €.

### Activitats econòmiques
Dels 710 establiments que hi havia el 2007, 6 eren d'empreses extractives, 6 d'empreses alimentàries, 7 d'empreses de fabricació de material elèctric, 15 d'empreses de fabricació d'altres productes industrials, 61 d'empreses de construcció, 185 d'empreses de comerç i reparació d'automòbils, 42 d'empreses de transport, 33 d'empreses d'hostatgeria i restauració, 43 d'empreses d'informació i comunicació, 21 d'empreses financeres, 21 d'empreses immobiliàries, 113 d'empreses de serveis, 114 d'entitats de l'administració pública i 43 d'empreses classificades com a «altres activitats de serveis».
Dels 126 establiments de servei als particulars que hi havia el 2009, 1 era una oficina d'administració d'Hisenda pública, 2 oficines de correu, 5 oficines bancàries, 2 funeràries, 6 tallers de reparació d'automòbils i de material agrícola, 2 autoescoles, 9 paletes, 11 guixaires pintors, 5 fusteries, 11 lampisteries, 10 electricistes, 6 empreses de construcció, 11 perruqueries, 1 veterinari, 24 restaurants, 10 agències immobiliàries, 6 tintoreries i 4 salons de bellesa.
Dels 66 establiments comercials que hi havia el 2009, 6 eren supermercats, 1 un supermercat, 1 una gran superfície de material de bricolatge, 3 botiges de menys de 120 m², 9 fleques, 3 carnisseries, 1 una carnisseria, 4 llibreries, 14 botigues de roba, 2 botigues d'equipament de la llar, 5 sabateries, 4 botigues d'electrodomèstics, 3 botigues de mobles, 3 botigues de material esportiu, 1 una botiga de material esportiu, 1 una botiga de material de revestiment de parets i terra i 5 floristeries.

## Equipaments sanitaris i escolars
El 2009 hi havia 1 centre de salut, 10 farmàcies i 1 ambulància.
El 2009 hi havia 5 escoles maternals i 6 escoles elementals. A Fresnes hi havia 3 col·legis d'educació secundària i 1 liceu d'ensenyament general. Als col·legis d'educació secundària hi havia 841 alumnes i als liceus d'ensenyament general 1.473.

## Poblacions properes
El següent diagrama mostra les poblacions més properes.